# Municipi de Tètovo
Tètovo (Macedònic: Тетово, albanès: Tetovë) és una municipalitat al nord-oest de Macedònia del Nord. Tètovo tembé és el nom de la ciutat on hi ha la seu principal.
El municipi limita amb Sèrbia al nord i oest, amb el municipi de Tearce al nord-est, amb el de municipi de Jegunovce a l'est, Želino al sud-est, Brvènitsa al sud i Bogovinje al sud-oest.

## Demografia
La població del municipi és de 86 580 hab. dels quals aproximadament 75 000 viuen a la ciutat de Tètovo, i la resta en els suburbis i petites viles.
Segons el darrer cens nacional macedoni, la majoria de la població és albanesa.
El 2003 la divisió territorial de la república va atribuir al municipi dels municipis rurals de Šipkovica i Djepčište. Sense ells, la població de Tètovo era de 65.318 hab. segons el cens del 1994, i 70 841 en l'últim cens ↑.
La població de Šipkovica l'any 1994 era de 6 797 habitants, i el 2003 de 7 820.
La de Djepčište el 1994 era de 7 286 hab., i el 2003 de 7 919.
Amb la divisió del 2003 els municipis de Djepčište i Šipkovica foren atribuïts a Tètovo i la població augmentà a 86 580 hab. Al municipi hi ha un total de 18 viles.